# Leucochrysa duarte
Leucochrysa duarte är en insektsart som beskrevs av Banks 1946. Leucochrysa duarte ingår i släktet Leucochrysa och familjen guldögonsländor. Inga underarter finns listade i Catalogue of Life.